# Кокотас, Стаматис
Стаматис Кокотас (греч. Σταμάτης Κόκοτας, 23 марта 1937, Афины — 1 октября 2022, Вари-Вула-Вулиагмени, Аттика) — греческий фолк-певец.

## Жизнь и карьера
Родился в Афинах в семье врача, Кокотас переехал в Париж, чтобы изучать медицину, и там подружился со Ставросом Ксархакосом, который познакомил его с музыкой и способствовал началу его карьеры. Его прорыв случился в 1966 году с хитом «Στου Όθωνα τα χρόνια» («В дни короля Оттона»). Другие крупные хиты включают песни «Oniro απατηλό» («Обманчивый сон-мечта») и «γιe μου» («Сын мой»). Сотрудничал с Димосом Муцисом, Антониосом Катинарисом, Гиоргосом Хадзинасиосом, Апостолосом Калдарасом, Гиоргосом Зампетасом, Яннисом Спаносом.
Кокотас умер после четырёхлетней борьбы с раком 1 октября 2022 года в возрасте 85 лет.